# Gamboma
Gamboma é a capital e maior cidade do departamento de Nkéni-Alima, na República do Congo. No censo realizado em 2023 possuía 52.652 habitantes.